# 火山孝子
火山孝子為一源自港澳的粵語俚語，泛指經常沉迷聲色、花費大量金錢供養歡場女子的男人，近年也常被用在形容於女直播主身上花費大量金錢的男人。

## 語源
以往在澳門妓寨供奉地主神旁有披麻戴孝、持孝杖的孝子像，希望嫖客像孝子般常來孝敬光顧；1920年代，香港塘西風月區正值顛峰之際，蜚聲中外形成夜夜笙歌、城開不夜的銷金窟，酒客跟嫖客被稱作「火山孝子」。「火山」指當時標的物「石塘咀火井」及妓院（火坑）等風月場所，「孝子」意謂像孝子般沉迷者。即不顧自己本身家庭、沉迷聲色的人，為貶義詞。

## 影響
例如1966年由楊子作曲及填詞、香港男歌手鄭君綿演唱的粵語流行曲〈火山孝子〉，描述到夜總會尋歡人士。臺灣方面伴隨政府遷台的軍民引進，且與港澳交流下成為常見詞彙；近年來大陸也有再度使用趨勢。